# Atelopus monohernandezii
Atelopus monohernandezii — вид отруйних жаб родини ропухових (Bufonidae).

## Поширення
Вид є ендеміком Колумбії, де зустрічається лише у департаменті Сантандер. Мешкає у тропічному гірському дощовому лісі на висоті 700—2000 м над рівнем моря.

## Опис
Самці досягають завдовжки 2,4-2,8 см, самиці довші — 3,5-4 см.